# 남딘 점령
남딘 점령(Capture of Nam Định, 1883년 3월 27일)은 프랑스와 베트남 사이의 대립으로 통킹 원정(1883년 ~ 1886년 사이)의 초기 교전 중 하나이다. 1883년 3월 마지막 주에 간단한 작전으로 지휘관 앙리 리비에르가 두 번째로 큰 도시인 남딘의 성채를 총병 소대와 해병 대대와 함께 점령했다.
리비에르의 남딘 점령으로 통킹에서 프랑스 야망이 크게 확장되는 중요한 결과를 가져 왔다. 청나라는 프랑스 식민지에 반대하여 베트남 정부를 은밀하게 지원하기 시작했다. 통킹에 대한 청나라의 개입은 궁극적으로 9개월간의 청불 전쟁(1888년 8월 – 1885년 4월)으로 이어졌다.

## 배경

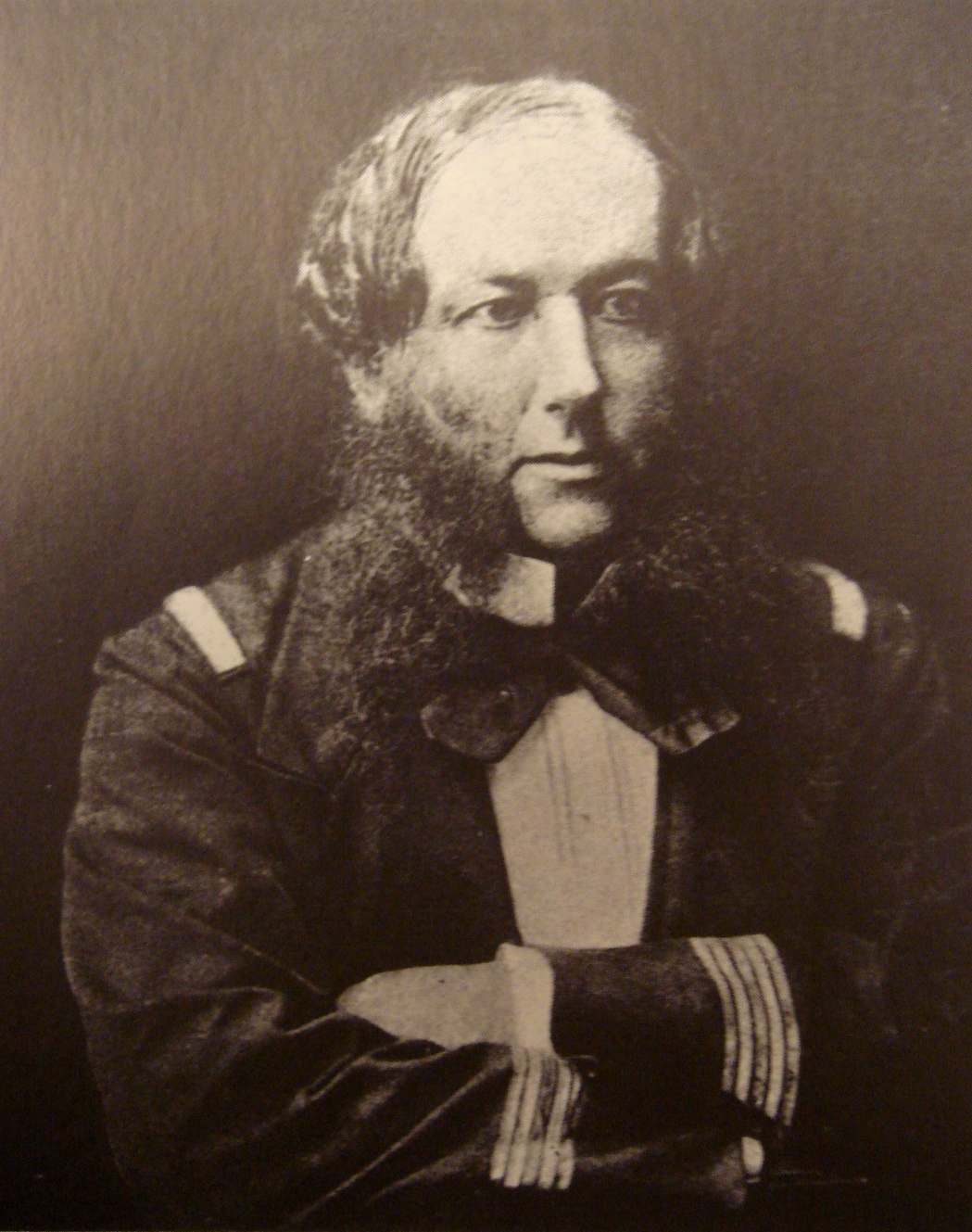
앙리 리비에르 (1827–83)

베트남 북부에서의 프랑스 개입은 1881년 말 프랑스 상인의 활동에 대한 베트남 민원을 조사하기 위해 소규모 프랑스군과 함께 하노이로 파견된 지휘관 앙리 리비에르에 의해 촉진되었다. 1882년 4월 25일, 리비에르는 상사의 지시를 어기고 하노이 성채를 습격했다. 리비에르는 이후 성채를 베트남의 수중에 반환했지만, 그의 무력에 대한 의지는 베트남과 청나라를 모두 경악시켰다.
다 쓰러져 가는 군대를 가진 베트남 조정은 리비에르와 맞서지 못했다. 그래서 프랑스군에게 골칫거리를 안겨주었던 잘 훈련되고, 노련한 흑기군을 이끄는 유영복의 도움을 받았다. 베트남은 오랫동안 청나라의 속국이었으며, 청나라는 원래 토벌의 대상이던 흑기군을 무장시키고, 지원했으며 통킹의 프랑스 작전을 은밀히 반대하기로 합의했다. 청나라 조정은 또한 통킹이 프랑스의 통제를 받지 못하게 할 것이라는 강력한 신호를 프랑스에게 보냈다. 1882년 여름, 청나라의 운남군과 광서군은 통킹으로 국경을 넘어 랑선, 박닌, 흥호아 및 다른 도시를 점령했다. 주청 프랑스 대사인 프레데릭 부레는 1882년 11월과 12월에 청나라의 이홍장과의 협상을 통해 통킹을 프랑스와 청나라의 영향력을 가진 영역으로 나누겠다고 협상했다. 두 협상가 모두 너무 많이 양보한 것에 대한 비난을 받았으며, 그 계약은 곧 깨졌다. 청나라에서는 비준되지 않았으며, 프랑스에서는 쥘 페리의 행정부가 1883년 3월에 이 협정을 거부하고 부레를 소환했다.

## 혼가이 점령
1883년 2월 말, 하노이의 프랑스군은 카레오 중령의 지휘하에 프랑스에서 500명의 해병 보병 중대로 강화되었다. 이것은 리비에르가 지휘하던 때보다 2배 이상 늘어난 수치였다. 이것은 1월 29일 해군 장관으로 교체된 호전적인 베르나르 주르게베리 제독의 이별 선물이었다. 코레오의 병력은 프랑스에서 수송선 코레제를 항해해 왔으며, 2월 24일에 하노이에 도착했다. 병력강화와 함께 동반된 지침은 통킹의 프랑스 점령을 확장하는 데 사용되지 않아야 한다고 명시했다.
3월 8일, 리비에르는 안남 정부가 하이퐁 근처 해안 마을인 혼가이에 있는 석탄 광산 임대를 계획하고 있다는 것을 알게 되었다. 영국이 혼가이에 자리 잡는 게 허용된다면 프랑스는 통킹의 식민지 확장의 꿈에 작별을 고할 수도 있었다. 리비에르는 그의 서신과 서신의 취지를 무시하고 즉시 선수를 치기로 결정했다. 그의 명령에 따라, 지휘자 베르테 드 빌라르(Berthe de Villers)는 다음 날 파스발(Parseval)을 타고 혼가이로 가서 프랑스 삼색기를 꽂고, 그곳에 50명의 병력이 주둔하는 초소를 세웠다. 그런 프랑스인들에게 저항하는 세력은 없었다.
리비에르는 코친차이나 총독 샤를 톰슨에게 보내는 이 작전에 대한 보고서에서 자신이 하이퐁과의 소통선을 확보하기 위해 혼가이를 점령했다고 설명했다. 그러나 그는 통킹에 대한 프랑스의 지배력을 넓히려고 시도하고 있다는 사실을 숨기지 않았다. 그는 친구들에게는 더 솔직했다. “난 광산 지역 전체를 차지했다.”고 썼다. “우리는 늘 탐내면서도 항상 행동하기는 주저하지. 이것이 통킹 의문을 강제로 진전시키겠지.”

## 남딘 공격 결정

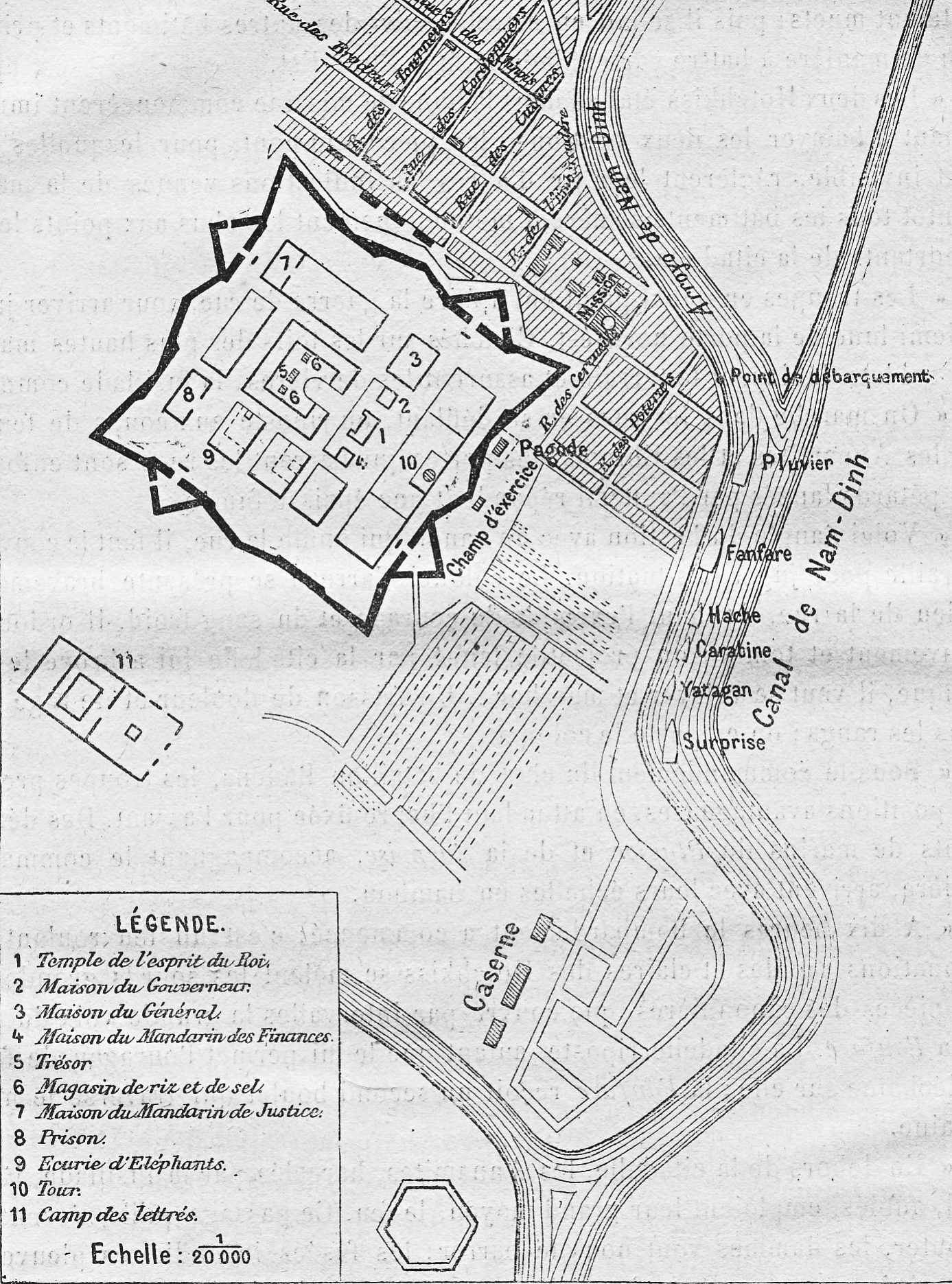
1883년 3월 남딘성

리비에르는 또한 현재 상황에서 선수를 취하는 것보다 아무것도 하지 않는 것보다 낫다고 믿었다. 북쪽과 남쪽에서 놀라운 소식이 전해졌다. 선떠이에서 유영복이 5,000명의 흑기군과 함께 하노이에서 프랑스를 공격할 준비를 하고 있었다. 델타에서는 남딘 성주가 성채를 무장시켰고, 프랑스 전함은 수로를 봉쇄하는데 큰 어려움을 겪었다. 리비에르는 프랑스가 먼저 타격해야 한다고 확신했다. 마침내 그는 행동할 수단을 가지게 된 것이다. “이 과단성 있는 정부가 내게 500명의 병력을 보낼만큼 신중했기 때문에, 용도에 맞지는 않지만, 그들을 써먹기로 결정했다.”고 편지에 썼다.
리비에르는 해안과의 교통로를 확보하기 위해 남딘에서 다시 타격하기로 결정했다. 그것은 프란시스 가르니에가 1873년에 채택한 전략이었고, 아마도 옳은 선택이었을 것이다. 그러나 그 결정은 휘하 장교들 사이에 상당한 반대를 불러일으켰다. 장교들은 그것이 하노이에 있는 규모가 작은 프랑스군에게 가장 바람직하지 않은 분열을 초래할 것이라고 주장했다. 남딘이 함락되면 요새화해야 하고, 프랑스군이 추가적인 군사 작전을 수행하기 위해서는 더 팽창해야 했다. 그들은 대신 프랑스군이 가용한 모든 무력을 동원해 선떠이에 있는 유영복을 공격해야 한다고 권고했다. 리비에르는 확신하지 못했다. 그는 아마도 프랑스군이 유영복을 도모할 만큼 강하지 않다고 믿었을 것이다. 그는 장교들의 발언을 기각하고 남딘을 원정할 준비를 하라고 명령했다. 리비에르는 프랑스군이 하노이에서 작전한 지 11개월 만에 다시 한번 베트남과 청나라 조정에 도전장을 던졌다.
남딘은 총독 부쯔엉빈의 지휘 하에 6,200명의 베트남 병력으로 수비를 하고 있었다. 제독 레반디엠과 안찰사 호바온(胡伯溫)이 그를 보조하고 있었다. 흑기군 장교 빈통첫이 이끄는 박닌의 청나라군이 비밀리에 파견한 청나라 수비대 600명도 베트남군 편을 들고 있었다. 프랑스와 청나라는 전쟁 중이 아니었기 때문에, 청군은 참전을 위장하기 위해 흑기군 복장을 입었다.

## 남딘 작전

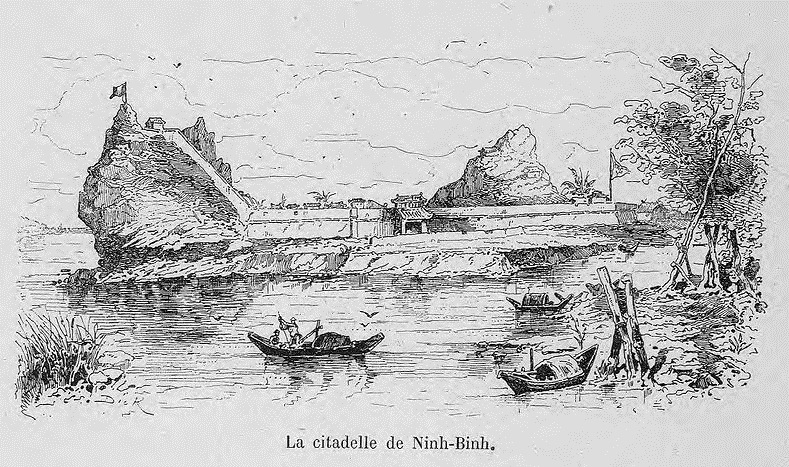
닌빈 방어진 공략

대대장 피에르 드 바당스(1847년 ~ 1897년)는 3월 11일, 배를 타고 남딘을 정찰했다. 방어 상태는 양호했고, 8천 ~ 1만 명의 병력으로 수비한다고 보고했다. 그럼에도 불구하고 리비에르는 남딘 공격을 감행하기로 결정했다. 전체 인원은 해병 중대와 코친차이나에서 파견한 소총병을 더해 520명이었다. 홍강을 내려가 남딘까지 이들을 수송하기 위해 카로의 지휘 하에 정크선과 증기선 소함대를 모았다. 이것은 아주 소규모의 군대였지만, 여러 척의 포함이 화력을 지원하여 성공 확률을 크게 높여줄 것이었다. 리비에르는 원정대를 직접 지휘했으며, 3월 23일에 그의 소선단은 병력을 싣고 포함 하쉬(Hache)와 야타강(Yatagan)을 동반하여 하노이로 떠났다. 하노이를 방어하기 위해 보병 3개 반의 중대와 포함 레오파르(Léopard)를 베르테 드 비예르에게 지휘를 맡기고 남겼다.
원정대는 우선 닌빈 방어진을 공략해야 했다. 방어진은 홍강이 내려다보이는 거대한 벼랑 위에 세워져 있었으며, 이 통로를 완전히 통제하는 여러 문의 대포로 방어하고 있었다. 3월 24일 오후, 선단은 닌빈에 도착하여 포함 카라빈(Carabine)이 대기하고 있는 것을 발견했다. 이것은 중요한 순간이었다. 방어진 수비대는 프랑스가 접근하자 무장을 하고 대치했다. 리비에르는 “그들의 포를 잘 다뤘다면 우리를 전멸시킬 수도 있었을 것이다”고 말했다. 그러나 닌빈 총독은 발포를 거부했다. “개인적으로 영향을 받지 않는 한 동료들의 불행에 관심을 가지지 않는 흔한 아시아 탐관들 중 하나”였기 때문이다. 원정대는 닌빈을 무사히 통과했고, 그날 저녁 남딘 운하 입구에 정박했다. 이곳에서 포함 플루비에(Pluvier)와 서프리즈(Surprise)가 합류했다.
3월 25일 아침, 선단은 포함 팡파르가 이미 자리 잡은 남딘성 남쪽 벽에 닻을 내렸다. 리비에르는 이제 자신이 가용할 수 있는 총 5척의 포함을 가지고 있었다. 이른 오후 프랑스 해병대가 해변으로 가서 도시의 수비병들이 대피한 남딘 해군 병영을 점령했다. 오후 늦게 팡파르에서 내린 선원들이 해안으로 가서, 포병들이 포격을 위해 부지와 시야를 확보하기 위해 많은 목조 주택을 불태웠다. 베트남 대포 몇 개가 이 도발에 포함을 향해 응사를 했지만, 효과는 거의 없었다. 팡파르가 응사했고, 도시의 성곽에 있던 대포 네 문이 침묵했다. 교전은 해질녘에 잠잠해졌고, 확전되지는 않았다. 이 포격이 오가는 동안 리비에르는 도시의 총독인 부쯔엉빈(Vu Truong Binh)을 플루비에로 불러서, 오전 8시 이전까지 성을 넘기도록 종용했다. 저녁에 총독은 거부 의사를 보냈다.

## 남딘 포격

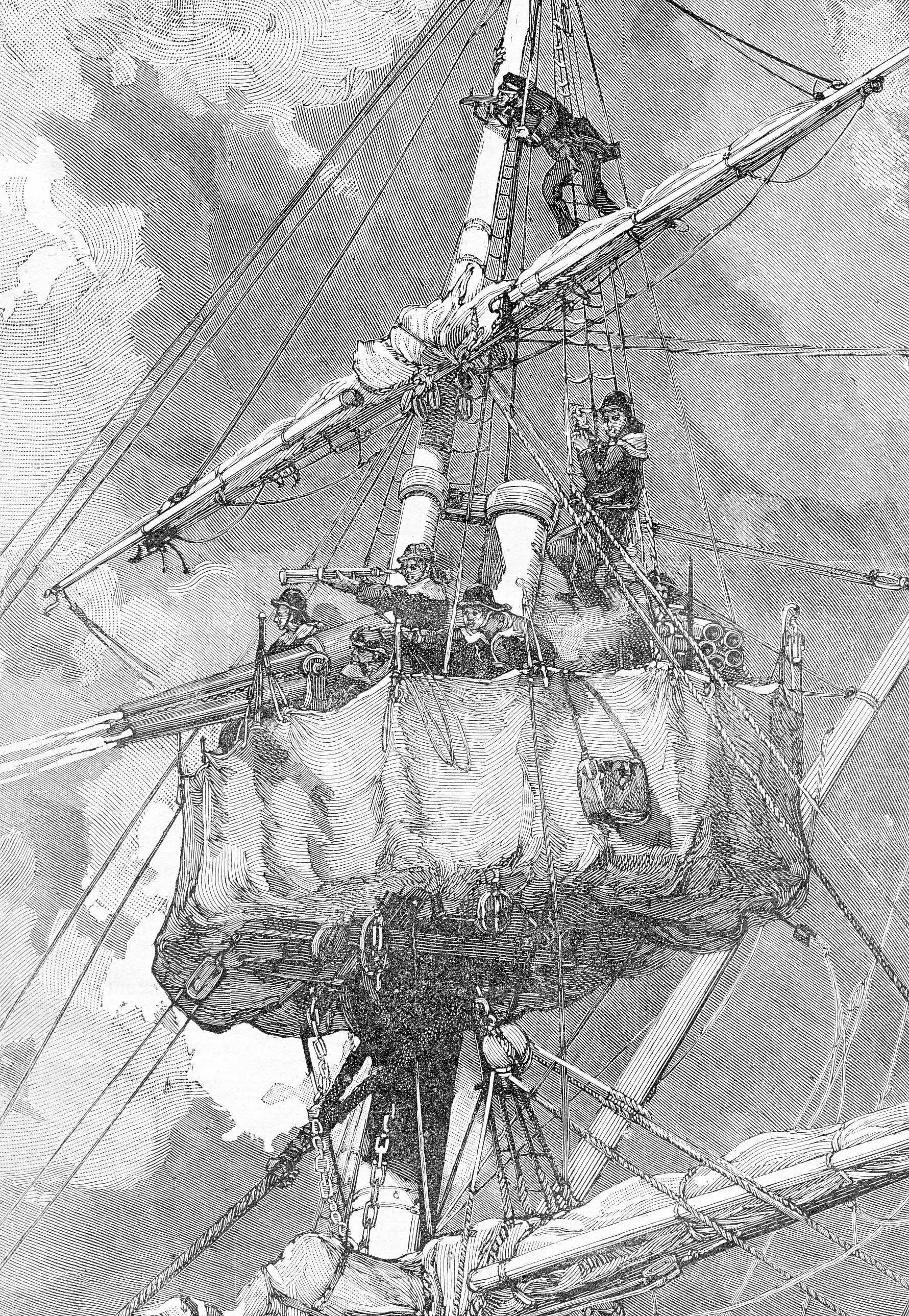
남딘의 베트남 수비병들에게 호치키스 포로 공격을 가하는 플루비에르 선원

남딘의 성벽은 15피트 두께이며 견고하게 맞물려 있었다. 남딘성은 깊은 물로 채워진 해자로 보호받고 있었기 때문에 공격자들이 올라 갈 수는 없었다. 리비에르는 프랑스 전함의 소구경 대포로는 성벽을 파괴할 수 없다는 것을 알고 폭발물로 주요 문 중 하나를 파괴하여 남딘으로 진입하기로 결정했다.
그럼에도 불구하고 그는 포함에 도시의 성벽에 대한 예비 포격을 명령했다. 보병과 공병들이 공격하기 전에 가능한 한 많은 베트남 대포를 침묵시키기 위함이었다.
3월 25일 저녁에 남딘 운하를 따라 배치된 포함이 성채의 남동쪽 벽 맞은 편에 길게 늘어선 전열에 배치해서 수비병들에게 강력한 십자포화를 퍼부을 수 있게 했다.
리비에르는 최후통첩이 만료되자마자 포격을 하고 싶었지만, 3월 26일 아침에 안개가 너무 끼어서 작전이 불가능했다. 그러나 이른 오후에 안개가 걷히자, 팡파르를 남동쪽 성벽 가까이로 이동시켰다. 오후 2시에 남딘의 외곽 방벽을 포격하기 시작했다. 운하를 겨누고 있는 대포를 무력화시키기 위해 천천히 그리고 정확하게 포격을 시작했다. 수비병을 견제하기 위해, 팡파르와 플루비에는 호치키스 캐논-리볼버를 그들에게 쏘았다. 2시간 후, 남쪽 방벽에서의 포격이 느슨해졌고, 적의 대포 포격에 두 차례 피격당해 경미한 타격을 입었기 때문에, 팡파르가 철수했다.
성채에 있는 많은 대포들은 프랑스 포함을 무시했고, 대신 근처의 성당 위로 발사되었다.

## 남딘 함락

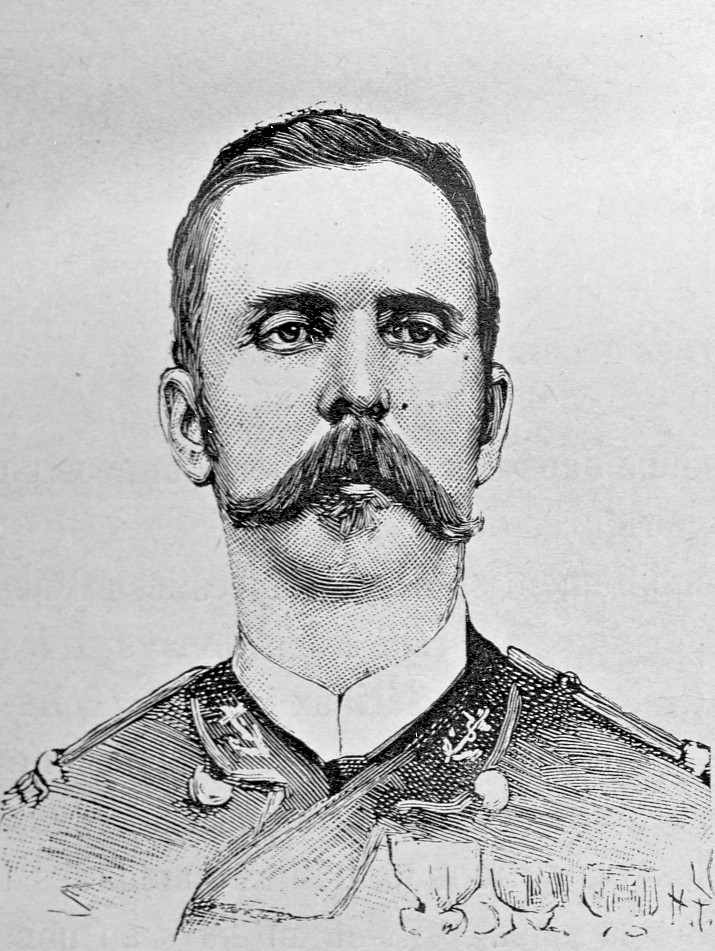
카로 중령은 남딘 공략 때 치명상을 입었다

리비에르는 다음 날 남딘을 공격했다. 그는 포함으로 5시간 동안 성채에 치명타를 가한 후 오전 11시에 자신의 병력을 하선시켰다. 공격 병력은 600명에 불과했다. 리비에르는 포함 플리비에르와 팡파르의 상륙 중대 병력들과 함께 해병대 보병과 코친차이나 소총병들을 지원했다. 그 군대는 도시의 외벽 너머 교외에 상륙했고, 그들은 주요 방어선에 도달할 때까지 건물들을 이용해 전진할 수 있었다. 리비에르의 계획에 따라, 공병대장 뒤포미에르는 동쪽 반월보, 그 다음은 성곽의 동쪽 문을 날려버리기 위해 다이너마이트 다발을 사용했다. 뒤포미에르와 그의 공병대는 다발을 깔러 나갈 때 베트남 수비병들로부터 격렬한 총격을 받았고, 뒤로 물러서 엄호 사격을 기다렸다가 두 번째 시도를 해야 했다. 일단, 두 성문이 모두 날아가자 프랑스군은 성 안으로 밀고 들어갔다. 병사들이 싸우며 도시로 진입할 때, 리비에르는 선봉에 서서 부대를 독려하며, 용맹하게 싸웠다. 베트남군은 격렬하게 저항했지만, 프랑스군의 우월한 화력과 사기에 압도당했다. 오후 늦게 도시는 프랑스의 수중에 넘어갔고, 총독은 패주했다. 팡파르와 플루비에 내린 선원들이 성의 꼭대기에 올랐다. 누가 먼저 꼭대기에 올랐는지는 일치하지 않지만, 그들은 안남의 깃발을 내리고, 그 자리에 두 개의 프랑스 깃발을 올렸다.
도시 외곽에 있는 대규모 베트남군이 이른 저녁에 프랑스 포함을 공격하려 했으나, 포격을 당하고 빠르게 흩어졌다.
이 작전에서 프랑스군은 매우 경미한 사상자만 냈다. 4명만이 부상을 당했는데, 사상자 중 한 명은 원정대 대대 지휘관인 카로 중령이었다. 그는 이후 다리를 절단했지만, 상태가 악화되어 5월 13일에 사망했다. 베트남군 사상자는 알려지지 않았지만, 리비에르에 따르면 수비병들이 고집스레 싸웠고, 프랑스가 도시에 진입했을 때 성벽에 시체가 쌓여있는 것을 발견했다고 했다.

## 결과 및 영향

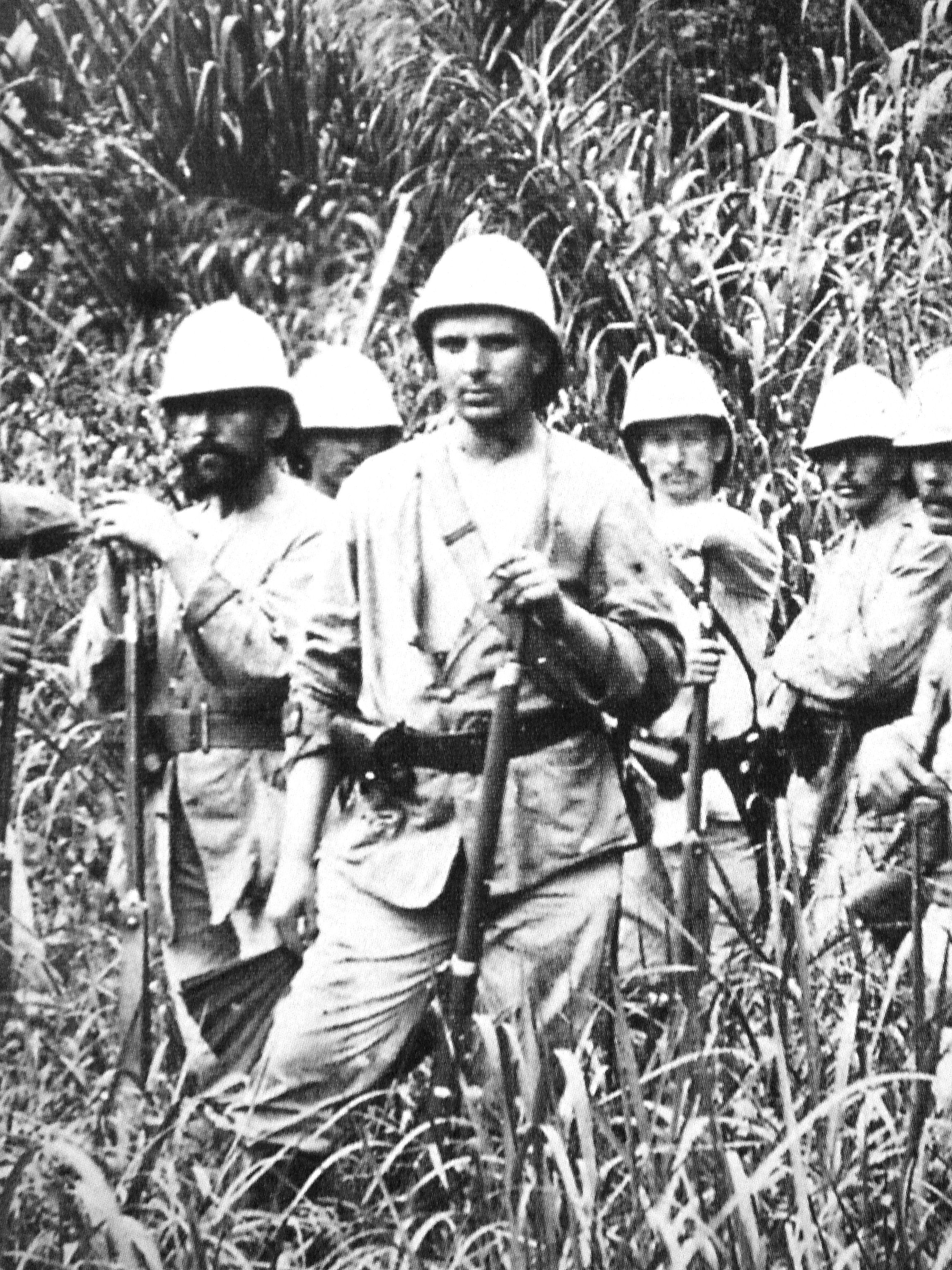
1890년대의 통킹 프랑스군

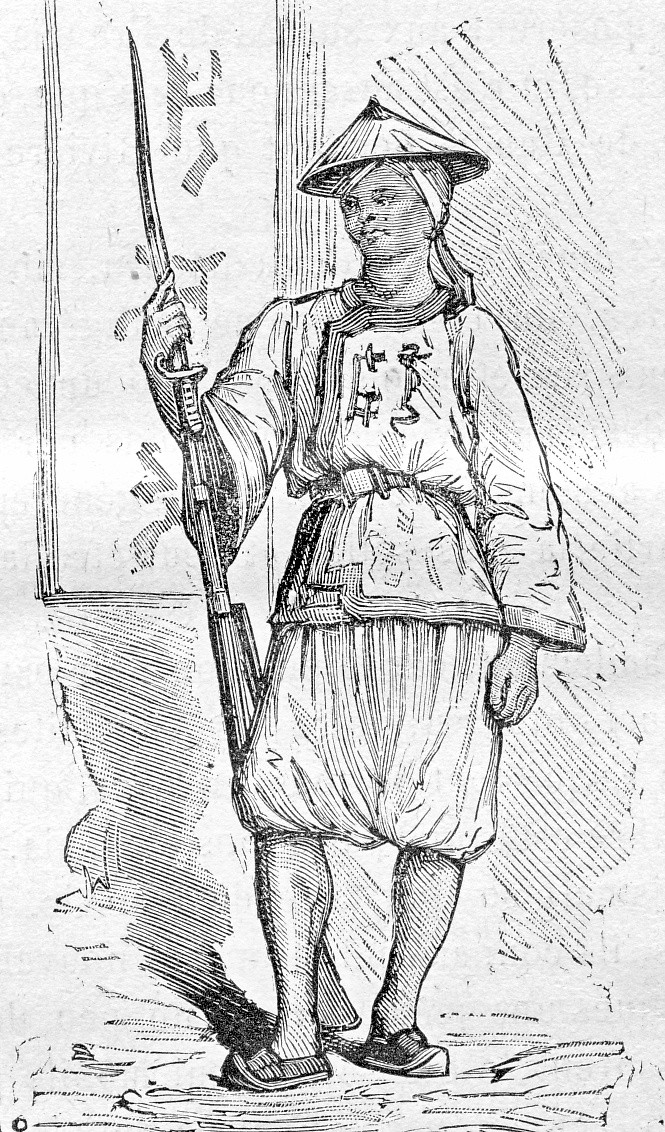
베트남 보병

프랑스군은 남딘성에서 1874년 조약에 따라 인도된 5문의 30mm 라이플 포를 포함한 98문의 대포를 발견했다. 성채는 하노이보다는 작았고, 방금 겪은 포격에도 불구하고 방어력을 유지했기 때문에, 리비에르는 성을 점령하기로 했다. 그는 대대장 바당스에게 440명의 병력과 2척의 포함을 주고서는 남딘의 선임으로 임명했다. 바당스는 도시의 질서를 신속하게 회복시켰으며, 현지 카톨릭 수도원장의 조언을 받아 치안감을 임명하고, 남딘의 행정을 재구성했다. 3월 31일, 리비에르가 하노이로 돌아왔을 때는 상점들이 다시 문을 열었고 많은 주민들이 돌아와 있었다.
리비에르는 1882년 4월 25일 하노이 성채 점령에 참여한 해병대들의 공적을 다음과 같이 찬사했다.
| “ | 남딘성을 점령할 때, 하노이성을 점령할 때와 같은 열정과, 용기와, 헌신을 보여줬다. 지금 그대들 모두에게 감사를 드린다. 그곳에 있을 때나 지금이나 다를 바 없으며, 고참도, 신참도 바를 바 없었다. 머리에 상처를 입은 용감한 대령이 내가 보듯 여러분을 보고 있다. 이 먼곳으로 여러 분을 이끌고 온 우리나라는 당신이 한 일을 알게 되었을 때 감정과 긍지로 떨릴 것이다. 프랑스여 영원하라! | ” |

## 참고자료
1. ↑  Carreau's marine infantry force consisted of the 27th and 31st Companies, 4th Marine Infantry Regiment (Captains Lancelot and Guilloteau) and the 21st and 22nd Companies and a platoon of the 23rd Company, 3rd Marine Infantry Regiment (Captains Buquet, Jeannin and Penther). The Cochinchinese riflemen were under the command of 2nd Lieutenant Daim.